# Angus Deaton
Angus Deaton (Edimburg, 19 d'octubre de 1945) és un economista escocès. Li fou atorgat el Premi Nobel d'Economia el 2015, per «la seva anàlisi del consum, la pobresa i el benestar».

## Biografia
Es doctorà a la Universitat de Cambridge el 1974. De 1976 a 1983 fou professor d'econometria a la Universitat de Bristol. Des de 1983 és professor a la Universitat de Princeton.

## Contribució a la recerca econòmica
La recerca d'Angus Deaton s'ha centrat en el mesurament, la teoria i l'anàlisi empírica del consum:
Una de les seves contribucions més importants fa referència a l'estudi del consum des del vessant microeconòmic. Als anys 80 desenvolupà, juntament amb John Muellbauer, un sistema per estimar la demanda de béns, el Almost Ideal Demand System. Aquest sistema permet estudiar com es distribueix el consum entre diferents productes i com depèn la demanda de cada un d'ells del preu de tots els altres béns i de la renda dels individus. Les estimacions que se n'obtenen han permès analitzar l'efecte dels impostos sobre els productes en el benestar de la població.
Als anys 90, Deaton mostrà que l'anàlisi del consum a nivell macroeconòmic no era consistent amb l'evidència empírica. La teoria macroeconòmica del consum en aquells anys es basava en la relació entre la renda agregada i el consum agregat. Deaton mostrà que, com que la renda dels individus evoluciona de forma diferent, és necessari estudiar les decisions individuals de consum per posteriorment agregar el consum de tota la població.
Finalment, en els últims anys, la seva recerca s'ha centrat en el mesurament del consum i la pobresa en els països en desenvolupament. Deaton ha defensat la importància de construir bases de dades sobre el consum de les famílies, ja que les dades sobre consum en els països en desenvolupament són més fiables i útils que les dades sobre renda. En aquest aspecte, ha treballat en l'ús d'aquest tipus de dades per mesurar la pobresa i les seves causes.

## Publicacions destacades
- Deaton, A; Muellbauer, J. Economics and Consumer Behavior.  Cambridge University Press, 1980.
- Deaton, A. Understanding Consumption.  Oxford University Press, 1992.
- Deaton, A. The Analysis of Household Surveys: A Microeconomic Approach to Develoment Policy.  Johns Hopkins University Press, 1997.
- Deaton, A; Muellbauer, J «An almost ideal demand system». The American Economic Review, 70, 3, 1980.

## Premis i reconeixements
Fou elegit Fellow of the British Academy, Fellow de l'Acadèmia Americana de les Arts i les Ciències, i 'Fellow of the Econometric Society. El 1978 li fou atorgada la Frisch Medal. Fou President de l'American Economic Association el 2009. El 2012 se li atorgà el Premi BBVA Fronteres del Coneixement. Fou elegit membre de l'Acadèmia Nacional de Ciències dels Estats Units el 2015. Fou guardonat amb el Premi Nobel d'Economia el 2015.